# Дмитрівське (Подільський район)
Дми́трівське — село Любашівської селищної громади Подільського району Одеської області України. Населення становить 144 осіб.

## Історія
З 1917 — у складі УНР. Після більшовицької навали зазнало значних руйнувань, населення — систематичного терору. 1932 року більшовики вдалися до терору голодом проти місцевих людей.
З 1991 — у складі держави Україна.
12 червня 2020 року, відповідно до Розпорядження Кабінету Міністрів України від № 724-р «Про визначення адміністративних центрів та затвердження територій територіальних громад Одеської області», увійшло до складу Любашівської селищної громади.
19 липня 2020 року, в результаті адміністративно-територіальної реформи і ліквідації Любашівського району, село увійшло до складу новоутвореного Подільського району.

## Населення
Згідно з переписом УРСР 1989 року чисельність наявного населення села становила 129 осіб, з яких 50 чоловіків та 79 жінок.
За переписом населення України 2001 року в селі мешкали 144 особи.

### Мова
Розподіл населення за рідною мовою за даними перепису 2001 року:
| Мова       | Відсоток |
| ---------- | -------- |
| українська | 87,50 %  |
| молдовська | 6,94 %   |
| російська  | 4,86 %   |
| угорська   | 0,69 %   |